# Jadranka Nanić Jovanović
Jadranka Nanić Jovanović (Zrenjanin, 1. jun 1973) srpska je pozorišna, filmska i TV glumica.

## Biografija
Diplomirala je glumu na Akademiji umetnosti u Novom Sadu 1996. godine u klasi profesora Bora Draškovića sa autorskom monodramom „Demonovo ogledalo (monodrama)“.
Dobitnica je Specijalne nagrade žirija na Festivalu jednog glumca Nikšić 1997. (Crna gora) za monodramu „Kapija opklade“ po romanu Ildi Ivanji.
Dobitnica je nagrade za kostim na 56. festivalu beogradskih amaterskih pozorišta, Beograd 2016. za predstavu „Hamlet” po komičnoj tragediji Luisa Bunjuela.
Do njegove smrti bila u braku sa rediteljem Slobodanom Ž. Jovanovićem
Od 1999. godine članica je Udruženja filmskih glumaca Srbije. U statusu samostalnog umetnika.

## Pozorište
- 2018. — „Babaroge ne postoje” - kao Babaroga/Morana/Svetovid/drvo Lesnik/Lastavica
- 2018. — „Pčelica Maja” - kao buba Lila
- 2018. — „Svetlucava i sjajna” - kao Svetlucava
- 2018. — „Klovnovski posao" - kao devojčica
- 2017. — „Deda Mrazova mala šala” - kao mala nećkalica
- 2017. — „Princeza Maza u svetu ogledala” - po tekstu „Kako su se volele dve žabe” Miloša Miloševića Šike - kao Dobra vila/Guvernanta
- 2017. — „Grad sa zečijim ušima” — Stevan Pešić — kao tetka Sara
- 2017. — „Avanture viteza Trapavog” — pisac Fuad Tabučić — kao zmaj Toza
- 2017. — „Šou Duška Dugouška” — kao Patak Dača
- 2017. — „Čudesna šuma” — pisac Tatjana Milanov — kao devojčica Nada[3]
- 2017. — „Svet bajki” — kao Mačak u čizmama
- 2017. — „Novogodišnji bunar želja” — pisac Tatjana Milanov — kao pčela/Sneško Belić
- 2016. — „Asteriks i Obeliks u borbi protiv Cezarice Julijane” — pisac Ranko Goranović — kao roda Rođko/Obeliks
- 2016. — „Čarobna dolina” — pisac Tatjana Milanov — kao Mila vila
- 2016. — „Veseli mornari” — pisac Tatjana Milanov — kao devojčica Jaca/mornar Trša
- 2016. — „Onemeli Bunjuel ili ljubav onemelog Bunjuelovog Hamleta blizanca” (pantomima) — kao Leticija sa maskom
- 2015. — „Policajci“ — Slavomir Mrožek — kao provokatorka
- 2015. — „Sumnjivo lice“ — Branislav Nušić — kao Anđa
- 2015. — „Ivica i Marica“ — Slobodan Ž. Jovanović — kao zla veštica Grdana/lisica/dobra vila Dobrana
- 2014. — „Duplo dno“ — Goran Stefanovski — kao Paraskeva
- 2014. — „Uspavana lepotica“ — bajka za decu — kraljica/uspavana lepotica
- 2014. — „Draga Jelena Sergejevna“ — Ljudmila Razumovska — kao Ljalja
- 2014. — „Laku noć, majko“ — Marša Norman — kao Džesi
- 2010. — „Mica Nindža sa Ibarske” — Slobodan Ž. Jovanović — monodrama sa pevanjem
- 2002. — „Ispovest pletilje čarapa” — Slobodan Ž. Jovanović — monodrama sa pevanjem
- 1997. — „Kapija opklade” — Ildi Ivanji — monodrama sa pevanjem
- 1996. — „Smrtonosna motoristika” — Aleksandar Popović — kao Marela
- 1996. — „Demonovo ogledalo (monodrama)” — Jadranka Nanić Jovanović
- 1995. — „Putujuće pozorište Šopalović“ — Ljubomir Simović — kao seljanka

## Filmografija
- 2005. — "Na Badnji dan" — udovica Petrovićka
- 2001. — "Tesla ili prilagođavanje anđela" — Đuka, majka Nikole Tesle
- 2000. — "Dug iz Baden Badena" — Ana G. Dostojevski
- 1997. — "Laža i paralaža" — Jelica Vujić

## TV serije
- 2019. — „Crveni mesec” - Igumanija
- 2019. — „Istine i laži” - Doktorka estetske medicine
- 2019. — „Moja generacija” - Doktorka spec. int. med. kardiolog
- 2018. — „Šifra Despot” - prolaznica sa pijace (27. epizoda)
- 2018. — „Urgentni centar" - pacijentkinja
- 2017. — „Nemanjići” - kao seljanka
- 2009. — „Putokazi vere” — narator (dvadesetčetiri epizode)
- 2006. — „Pre i posle Tesle” — više uloga: Teslina majka Đuka / novinarka iz 20. veka / novinarka iz 1940. / En Morgan (deset epizoda)
- 2004. — „Nasilje nad decom (tv serija)” — narator
- 2000. — „Porodično blago” — Lada Trajković
- 1998. — „Kako se zabavljao 18.vek” — muzičko-igrana serija (četiri epizode)
- 1998. — „Desanka” — student arheologije (tri epizode)
- 1997. — „Naša Engleskinja” — kao žena srpski dobrovoljac u Prvom svetskom ratu

## TV emisije
- 2007. — "Mala matura, veliko srce (emisija)" — domaćin i voditelj svečanog koncerta
- 2006. — "Mala matura, veliko srce (emisija)" — domaćin i voditelj svečanog koncerta
- 2004. — "Manastir Kuveždin (emisija)" — narator
- 2001. — "Milenko Misailović — pozorišni monah" — narator
- 2001. — "Milenko Misailović — pozorišni snevač" — narator
- 2001. — "Snoviđenje pozorišnog leptira"
- 2000. — "Sužanj (emisija)" (1.deo)
- 2000. — "Anđeo (emisija)" (2.deo)
- 2000. — "Eho (emisija)" (3.deo)
- 2000. — "Ruke koje su ljubile" (1.deo)
- 2000. — "Reči ptice sa gnezda" (2.deo)
- 1999. — "Tajni plamen"
- 1999. — "Da zapišem"
- 1998. — "Ko šalje pticu"

## Druge delatnosti
- 2022. — TV serija "Od jutra do sutra" - asistent reditelja
- 2021. — TV serija "Kolo sreće" - sekretarica režije
- 2020. — TV serija "Jugoslovenka" - pomoćnik reditelja
- 2019. — TV serija „Crveni mesec” - saradnik na scenariju
- 2019. — TV serija „Istie i laži” - klaper
- 2018. — TV serija „Moja generacija” - sekretarica režije
- 2018. — poz. predstava „Babaroge ne postoje” - autor (pisac/tekst za songove/režija/scenografija/kostim/izrada lutaka/izrada plakata)
- 2017. — poz. predstava „Grad sa zečijim ušima” — pisac Stevan Pešić — kostim/scenografija/izrada plakata
- 2017. — poz. predstava „Avanture viteza Trapavog” — pisac Fuad Tabučić — kostim/scenografija/izrada plakata
- 2017. — poz. predstava „Čudesna šuma” — pisac Tatjana Milanov — kostim/izrada plakata
- 2016. — poz. predstava „Veseli mornari” — pisac Tatjana Milanov — kostim/izrada plakata
- 2016. — poz. predstava „Hamlet“ — Luis Bunjuel — kostim/scenski pokret/izrada plakata
- 2015. — poz. predstava „Vera u kraljevstvu zaborava“ — pisac Tatjana Milanov/Nikola Marković — kostim
- 2015. — poz. predstava „Policajci” — Slavomir Mrožek — kostim/izrada plakata
- 2015. — poz. predstava „Sumnjivo lice“ — Branislav Nušić — kostim/izrada plakata
- 2015. — poz. predstava „Ivica i Marica“ — Slobodan Ž. Jovanović — kostim/izrada plakata
- 2014. — poz. predstava „Duplo dno” — Goran Stefanovski — izrada plakata
- 2014. — poz. predstava „Draga Jelena Sergejevna” — Ljudmila Razumovska — izrada plakata
- 2014. — poz. predstava „Laku noć, majko” — Marša Norman — izrada plakata
- 2000. — „Ljudi leptirovih krila” — Slobodan Ž. Jovanović — ilustracije za knjigu
- 2000. — poz. predstava „Pokondirena tikva” — Jovan Sterija Popović — kostim/scenografija
- 1999. — TV film „Bez pogovora” — pomoćnik reditelja
- 1999. — poz. predstava „Noćna frajla” — Aleksandar Popović — kostim/scenografija/dikcija/scenski pokret

## Nagrade
- 2016. — Nagrada za kostim za predstavu „Hamlet” po tragediji Luisa Bunjuela na 56. Festivalu beogradskih amaterskih pozorišta
- 2001. — Prva nagrada na festivalu monodrame, Bitolj/Makedonija — za monodramu „Kapija Opklade” po romanu Ilidi Ivanji
- 1997. — Specijalna nagrada žirija na Festivalu jednog glumca, Nikšić/Crna Gora — za monodramu „Kapija Opklade” po romanu Ilidi Ivanji

## Galerija
- Jadranka Nanić Jovanović kao Jelica
- Nebojša Kundačina kao Laža i Jadranka Nanić Jovanović kao Jelica
- Jadranka Nanić Jovanović kao Jelica, Vlastimir Đuza Stojiljković kao Marko Vujić i Nebojša Kundačina kao Laža
- Jadranka Nanić Jovanović kao Jelica i Miodrag Mandić Manda kao Batić
- radna fotografija Slobodan Boda Ninković kao Paralaža, Jadranka Nanić Jovanović kao Jelica, direktor fotografije Vojislav Lukić, reditelj Slobodan Ž. Jovanović i Vlastimir Đuza Stojiljković kao Marko Vujić
- radna fotografija Jadranka Nanić Jovanović kao Jelica i reditelj Slobodan Ž. Jovanović
- radna fotografija reditelj Slobodan Ž. Jovanović, Jadranka Nanić Jovanović kao Jelica i Miodrag Mandić Manda kao Batić
- Jadranka Nanić Jovanović kao Ana G. Dostojevski
- Jadranka Nanić Jovanović kao Ana G. Dostojevski
- Boris Komnenić kao Aleksandar F. Oto, Jadranka Nanić Jovanović kao Ana G. Dostojevski i Nenad Jezdić kao F. Dostojevski
- Jadranka Nanić Jovanović kao Ana G. Dostojevski
- Jadranka Nanić Jovanović kao Ana G. Dostojevski i Nenad Jezdić kao F.M.Dostojevski
- Jadranka Nanić Jovanović kao Teslina majka Đuka
- Jadranka Nanić Jovanović kao Đuka, Teslina majka i Boris Komnenić kao novinar
- radna fotografija svetlomen, Jadranka Nanić Jovanović, Slobodan Ž. Jovanović, reditelj i Vanja Popović, sekretarica režije
- Uroš Mišić kao sin, Jadranka Nanić Jovanović kao udovica Petrovićka, Vlastimir Đuza Stojiljković kao Jovan, direktor fotografije Života Neimarević, Marina Vodeničar kao Marija, reditelj Slobodan Ž. Jovanović i Slobodan Boda Ninković kao Svetozar Vujić advokat
- Uroš Mišić kao sin, Jadranka Nanić Jovanović kao udovica Petrovićka, Slobodan Boda Ninković kao Svetozar Vujić advokat, Vlastimir Đuza Stojiljković kao Jovan i Marina Vodeničar kao Marija
- Jadranka Nanić Jovanović kao udovica Petrovićka, Uroš Mišić kao sin i Marina Vodeničar kao Marija